# Pablo A. David

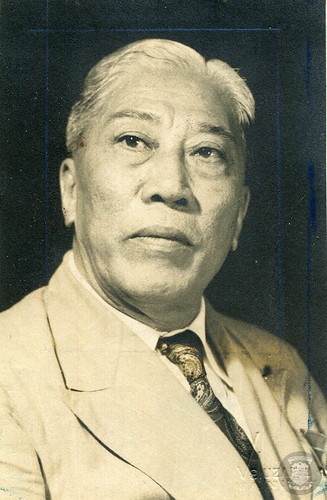
Pablo Angeles David als Senator der Philippinen

Pablo Angeles David (* 17. August 1889 in Bacolor, Pampanga; † 16. Mai 1965 in Quezon City) war ein philippinischer Politiker.

## Leben
David begann nach Abschluss der Privatschule von Don Modesto Joaquin 1901 ein grundständiges Studium am Liceo de Manila, das er 1906 mit einem Bachelor of Arts (B.A.) abschloss. Ein anschließendes postgraduales Studium der Rechtswissenschaften an der Escuela de Derecho beendete er 1910 mit einem Bachelor of Laws (LL.B.). Nach Abschluss des anwaltlichen Examens wurde er am 12. Oktober 1910 mit gerade 21 Jahren als damals jüngster Rechtsanwalt der Philippinen zugelassen.
Nachdem er 1912 erst Friedensrichter von Bacolor, Santa Rita sowie Sasmuan und 1913 stellvertretender Leiter der Steuerbehörde der Provinz Pampanga wurde, wurde er 1916 zum Mitglied des Provinzparlament (Provincial Board) gewählt und gehörte diesem bis 1919 an. Nachdem Honorio Ventura 1916 Innenminister wurde, übernahm er zeitweise kommissarisch das Amt des Gouverneurs von Pampanga. Zwischenzeitlich wurde er 1918 auch Vorsitzender der Einwohnerregisteramtes dieser Provinz.
1919 wurde David zum Mitglied des Repräsentantenhauses gewählt und vertrat in diesem für eine Legislaturperiode bis 1922 den Wahlkreis Pampanga I (First District of Pampanga). 1931 wurde er als Nachfolger von Eligio G. Lagman zum Gouverneur Pampangas gewählt und 1934 wiedergewählt. Das Amt des Gouverneurs bekleidete er bis 1937.
Nach Befreiung von der japanischen Besatzungsmacht engagierte er sich nach Ende des Zweiten Weltkrieges im Kampf gegen die marxistische antijapanische Widerstandsbewegung Hukbalahap in Pampanga.
Im November 1947 erfolgte die Wahl von David zum Senator. Er gehörte dem Senat für eine sechsjährige Amtszeit bis 1953 an.